# Falešné dilema
Falešné dilema (anglicky false dilemma) je jeden z argumentačních klamů, který vyvolává dojem, že existují pouze dvě (tři, čtyři, …) možnosti tam, kde je jich ve skutečnosti více. Tím složitý problém s mnoha stavy zjednodušuje a poskytuje pouze krajní řešení, a proto je označován též jako černobílý klam (anglicky white-black fallacy). Falešné dilema, které je velmi časté, obvykle slouží k oklamání a manipulaci posluchače (v politice, diskuzi, víře apod.).

## Příklady
- Buď jsi s námi, nebo proti nám.
- Buď na to máš, nebo jsi zbabělec.
- Je věřící (nebo naopak nevěřící, jiné víry atp.), a proto je podezřelý, nebezpečný.